# 極速超跑女子排球隊
極速超跑企業女子排球隊（英語：TopSpeedVolley），是2018年成立的職業球隊，是企業排球聯賽參賽球隊之一。

## 球隊介紹
球隊成員以中山工商的球員為主，由極速超跑保險集團成立經營，於企排十四年加入。企排十四年下半季找來加拿大籍的夏娜·約瑟夫助陣。

## 企業十八年隊員名單
- 領隊：王薪榮
- 執行教練：鄭名峰
- 教練：留鼎淙、廖琬如
- 管理：陳靜潔
- 翻譯：許雅筑

## 外部連結
- 官方网站
- 極速超跑女子排球隊的Facebook專頁
- 極速超跑女子排球隊的Instagram帳戶
- YouTube上的極速超跑女子排球隊頻道